# Rosie Casals
Rosemary „Rosie“ Casals (* 16. September 1948 in San Francisco, Kalifornien) ist eine ehemalige US-amerikanische Tennisspielerin.

## Karriere
Rosie Casals ist im Damendoppel fünffache Wimbledon-Siegerin (1967, 1968, 1970, 1971, 1973) und vierfache Siegerin der US Open (1967, 1971, 1974, 1982). Hinzu kommen drei Siege im Mixed, 1975 bei den US Open sowie 1970 und 1972 in Wimbledon. Sie erreichte weitere zwölf Endspiele im Doppel, zudem zwei im Einzel und drei im Mixed. Insgesamt gewann sie zwölf Titel bei Grand-Slam-Turnieren und konnte weitere 16 Finalteilnahmen verbuchen.
Zwischen 1967 und 1981 spielte Casals 36 Partien für die US-amerikanische Fed-Cup-Mannschaft. Bei ihrer hervorragenden Bilanz von 34 Siegen bei 36 Fed-Cup-Partien gewann sie den Teamwettbewerb insgesamt sechs Mal (1967, 1976, 1977, 1979–1981).
1996 wurde Rosemary Casals in die International Tennis Hall of Fame aufgenommen.
Sie zählt zu den neun Spielerinnen, den Original 9, die 1970 das Virginia Slims Invitational spielten, das von Gladys Heldman veranstaltet und gesponsert wurde.

## Grand-Slam-Titel (12)

### Doppel (9)
| Jahr | Turnier   | Partnerin          | Finalgegnerinnen                       | Ergebnis       |
| ---- | --------- | ------------------ | -------------------------------------- | -------------- |
| 1967 | Wimbledon | Billie Jean King   | Maria Bueno Nancy Richey Gunter        | 9:11, 6:4, 6:2 |
| 1967 | US Open   | Billie Jean King   | Mary-Ann Eisel Donna Floyd Fales       | 4:6, 6:3, 6:4  |
| 1968 | Wimbledon | Billie Jean King   | Françoise Dürr Ann Haydon-Jones        | 3:6, 6:4, 7:5  |
| 1970 | Wimbledon | Billie Jean King   | Françoise Dürr Virginia Wade           | 6:2, 6:3       |
| 1971 | Wimbledon | Billie Jean King   | Margaret Court Evonne Goolagong Cawley | 6:3, 6:2       |
| 1971 | US Open   | Judy Tegart Dalton | Françoise Dürr Gail Lovera             | 6:3, 6:3       |
| 1973 | Wimbledon | Billie Jean King   | Françoise Dürr Betty Stöve             | 6:1, 4:6, 7:5  |
| 1974 | US Open   | Billie Jean King   | Françoise Dürr Betty Stöve             | 7:6, 6:7, 6:4  |
| 1982 | US Open   | Wendy Turnbull     | Barbara Potter Sharon Walsh            | 6:4, 6:4       |

### Mixed (3)
| Jahr | Turnier   | Partner       | Finalgegner                         | Ergebnis      |
| ---- | --------- | ------------- | ----------------------------------- | ------------- |
| 1970 | Wimbledon | Ilie Năstase  | Olga Morosowa Alexander Metreweli   | 6:3, 4:6, 9:7 |
| 1972 | Wimbledon | Ilie Năstase  | Evonne Goolagong Cawley Kim Warwick | 6:4, 6:4      |
| 1975 | US Open   | Dick Stockton | Fred Stolle Billie Jean King        | 6:3, 6:7, 6:3 |

## Weitere Grand-Slam-Finalteilnahmen (16)

### Einzel (2)
| Jahr | Turnier | Finalgegnerin    | Ergebnis      |
| ---- | ------- | ---------------- | ------------- |
| 1970 | US Open | Margaret Court   | 2:6, 6:2, 1:6 |
| 1971 | US Open | Billie Jean King | 4:6, 6:7      |

### Doppel (12)
| Jahr | Turnier         | Partnerin        | Finalgegnerinnen                  | Ergebnis      |
| ---- | --------------- | ---------------- | --------------------------------- | ------------- |
| 1966 | US Open         | Billie Jean King | Maria Bueno Nancy Richey Gunter   | 3:6, 4:6      |
| 1968 | French Open     | Billie Jean King | Françoise Dürr Ann Haydon-Jones   | 5:7, 6:4, 4:6 |
| 1968 | US Open         | Billie Jean King | Maria Bueno Margaret Court        | 6:4, 7:9, 6:8 |
| 1969 | Australian Open | Billie Jean King | Margaret Court Judy Tegart Dalton | 4:6, 4:6      |
| 1970 | French Open     | Billie Jean King | Françoise Dürr Gail Lovera        | 1:6, 6:3, 3:6 |
| 1970 | US Open         | Virginia Wade    | Margaret Court Judy Tegart Dalton | 3:6, 4:6      |
| 1973 | US Open         | Billie Jean King | Margaret Court Virginia Wade      | 6:3, 3:6, 5:7 |
| 1975 | US Open         | Billie Jean King | Margaret Court Virginia Wade      | 5:7, 6:2, 6:7 |
| 1982 | French Open     | Wendy Turnbull   | Anne Smith Martina Navratilova    | 3:6, 4:6      |
| 1980 | Wimbledon       | Wendy Turnbull   | Kathy Jordan Anne Smith           | 6:4, 5:7, 1:6 |
| 1981 | US Open         | Wendy Turnbull   | Kathy Jordan Anne Smith           | 3:6, 3:6      |
| 1983 | Wimbledon       | Wendy Turnbull   | Pam Shriver Martina Navratilova   | 2:6, 2:6      |

### Mixed (2)
| Jahr | Turnier | Partner      | Turniersieger                  | Ergebnis |
| 1967 | US Open | Stan Smith   | Billie Jean King Owen Davidson | 3:6, 1:6 |
| 1972 | US Open | Ilie Năstase | Margaret Court Marty Riessen   | 3:6, 5:7 |